# За кров до перемоги
«За кров до перемоги» (англ. Bleed for This) — американський біографічний фільм, знятий Беном Янгером на основі життя боксера Вінні Пацієнца. Прем'єра стрічки в США відбулась 23 листопада 2016 року, а в Україні — 2 лютого 2017 року. Фільм розповідає про життя Вінні Паца, боксера, який внаслідок автомобільної катастрофи отримав серйозну травму хребта.

## У ролях
- Майлз Теллер — Вінні Пацієнца
- Аарон Екхарт — Кевін Руні
- Кеті Сагал — Луїза Пацієнца
- Кіаран Гайндс — Анджело Пацієнца
- Тед Левайн — Лу Дува
- Джордан Гелбер — Ден Дува
- Аманда Клейтон — Дорін Пацієнца
- Крістін Євангеліста — Ешлі

## Виробництво
Зйомки фільму почались 10 листопада 2014 року у Воріку.